# Aproximació cònica esbiaixada
En astrodinàmica, l'aproximació cònica esbiaixada o l'aproximació de dos cossos esbiaixats és un mètode per simplificar els càlculs de trajectòria de les naus espacials en un entorn de cos múltiple.

## Mètode
La simplificació s'aconsegueix dividint l'espai en diverses parts assignant cadascun dels cossos (per exemple, el Sol, els planetes, les llunes) la seva pròpia esfera d'influència. Quan la nau espacial està dins de l'esfera d'influència d'un cos més petit, només es considera la força gravitacional entre la nau espacial i el cos més petit, d'altra banda s'utilitza la força gravitatòria entre la nau espacial i el cos més gran. Això redueix un problema dels n cossos complex a múltiple problemes de dos cossos, a múltiples problemes de dos cossos, per als quals les solucions són les seccions còniques seccions còniques conegudes de les òrbites de Kepler.
Tot i que aquest mètode proporciona una bona aproximació de les trajectòries per a les missions interplanetaries de la nau espacial, hi ha missions per a les quals aquesta aproximació no proporciona suficientment resultats acurats. En particular, no modela punts de Lagrange.

## Exemple
En una transferència de la Terra a Mart, es necessita una trajectòria hiperbòlica per escapar de la gravetat de la Terra, aleshores cal una trajectòria el·líptica o hiperbòlica en l'esfera d'influència del Sol per transferir-se de l'esfera d'influència de la Terra a la de Mart, etc. Mitjançant els pedaços d'aquestes seccions còniques, fent coincidir els vectors de posició i velocitat entre els segments, es pot trobar la trajectòria adequada de la missió.